# Godesberger Rheintaltrichter

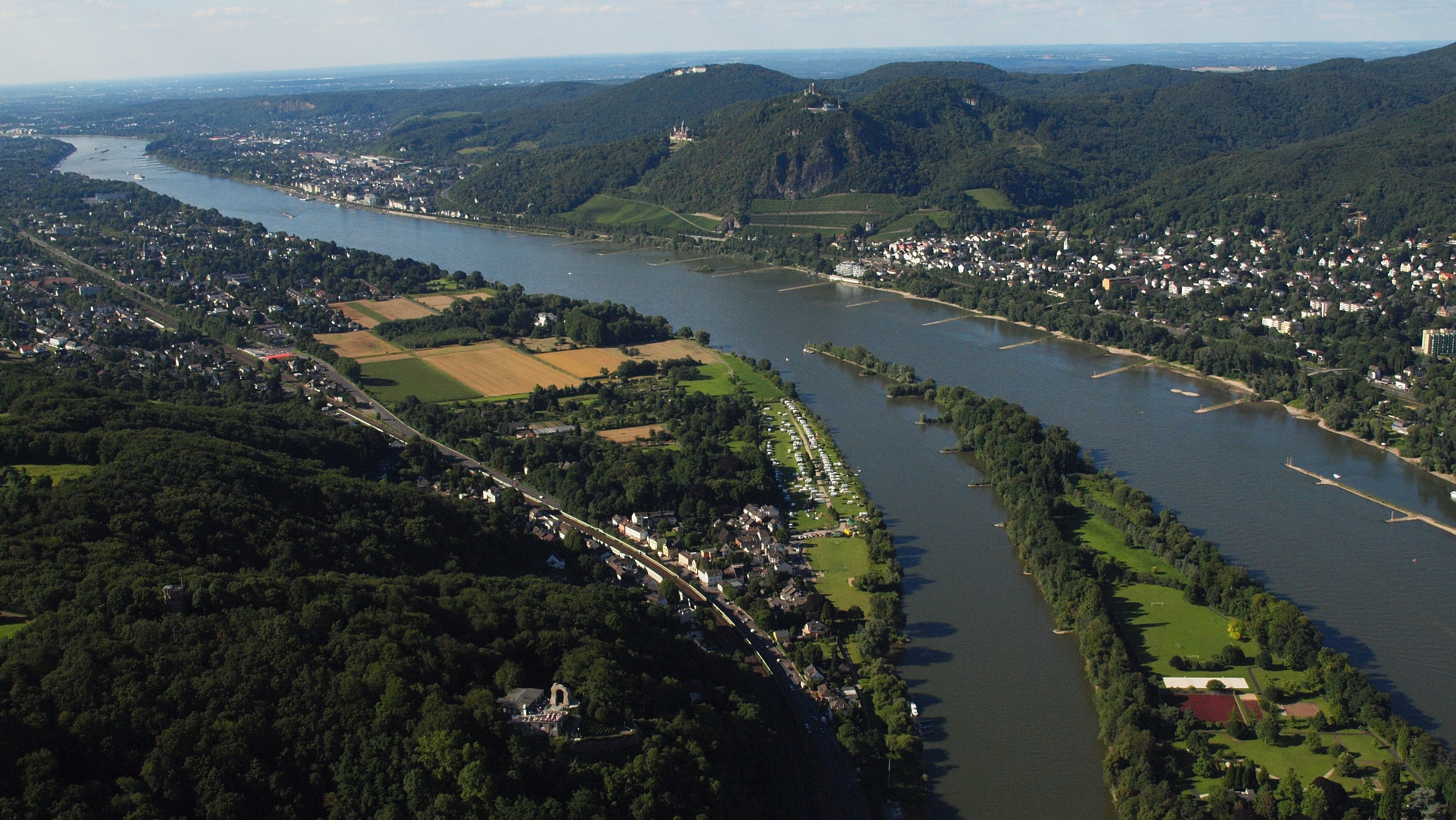
Südlicher Beginn des Godesberger Rheintaltrichters (links), Honnefer Talweitung (rechts)

Der Godesberger Rheintaltrichter (vereinzelt auch Bonn-Godesberger Taltrichter und (Bonn-)Godesberger (Tal)Bucht) ist ein Naturraum im Süden Nordrhein-Westfalens und südlichster Teil der Kölner Bucht, die eine naturräumliche Haupteinheit darstellt. Er erstreckt sich im Wesentlichen über den Bonner Stadtbezirk Bad Godesberg und lässt sich siedlungsgeographisch dem Verdichtungsraum Bonn zuordnen.

## Abgrenzung
Der Godesberger Rheintaltrichter geht im Norden bei nicht linienhaft festlegbarem Grenzverlauf in die Südliche Kölner Rheinebene (auch Köln-Bonner Niederterrasse), die Köln-Bonner Rheinaue und die Siegburger Bucht sowie im Süden an der „Pforte von Rolandswerth“ in die Honnefer Talweitung des Unteren Mittelrheintals über, im Osten grenzt er an das Siebengebirge sowie das Pleiser Hügelland (Höhenzug Ennert) an und im Westen an das Oberwinterer Terrassen- und Hügelland und die Kottenforstterrasse (alle Unteres Mittelrheingebiet). Eine Einbeziehung des Godesberger Rheintaltrichters in die Mittelrheinische Bucht und damit ebenfalls in das Untere Mittelrheingebiet ist in Erwägung gezogen worden.

## Landschaftscharakteristik
Der Naturraum erstreckt sich als Talausweitung vor allem auf der linken Rheinseite auf einer Länge von etwa neun Kilometern in nordnordwestlicher Richtung entlang des an dieser Stelle etwa 400 m breiten Flussbetts, bei einer Breite von bis zu vier Kilometern. Er bildet eine sich rheinaufwärts verjüngende, trichterförmige Überleitung von der Niederrheinischen (Kölner) Bucht in das Rheinische Schiefergebirge und markiert damit den Übergang vom Mittelrhein in den Niederrhein.
Den weitaus größten Teil des Naturraums nimmt die lössfreie Niederterrasse mit ihrer bis zu zwei Meter mächtigen Lehmschicht ein. Bei Plittersdorf fällt sie mit einem deutlichen Knick um etwa fünf Meter zur sogenannten Inselterrasse ab. Am Mehlemer Bach und dem Godesberger Bach haben sich noch kleine Streifen der Mittelterrasse erhalten.
Die äußeren Konturen des Rheintaltrichters werden linksrheinisch von dem Steilhang der über 100 Meter höheren Jüngeren Hauptterrasse gebildet und rechtsrheinisch von den stellenweise nah an das Ufer heranreichenden Erhebungen des Siebengebirges und des Ennert. Die Eckbastionen des Taltrichters sind im Süden links der Rodderberg und rechts der Drachenfels, im Norden links der Venusberg bzw. in dessen Hintergrund der Kreuzberg und rechts der Berg Ennert. Eine markante Erhebung und naturräumliche Singularität innerhalb des Rheintaltrichters ist der Basaltkegel der Godesburg (120,8 m ü. NN).

## Ortschaften
Innerhalb des Godesberger Rheintaltrichters liegen linksrheinisch neben einem Teil von Rolandswerth (Stadt Remagen) folgende Ortsteile der Stadt Bonn (von Süd nach Nord): Mehlem, Lannesdorf, Muffendorf (teilweise), Pennenfeld, Rüngsdorf, Alt-Godesberg, Plittersdorf, Friesdorf, Hochkreuz (Stadtbezirk Bad Godesberg), Dottendorf und Kessenich (Stadtbezirk Bonn). Der rechtsrheinische Teil des Naturraums erstreckt sich über die Stadt Königswinter (Stadtzentrum) und die Stadtteile Niederdollendorf und Oberdollendorf sowie einen Teil des Bonner Ortsteils Oberkassel (Stadtbezirk Beuel).